# 蛇腹二
水蛇座ε，又名CP-68 161，HD 16978、SAO 248621、HR 806，是水蛇座的一颗恒星，视星等为4.11，位于銀經288.96，銀緯-45.82，其B1900.0坐标为赤經2h 38m 2.9s，赤緯-68° -45.82′ 43″。